# Elephantomyia daedalus
Elephantomyia daedalus là một loài ruồi trong họ Limoniidae. Chúng phân bố ở miền Australasia.